# Ethiopian Airlines
Ethiopian Airlines (Amhaars: የኢትዮጵያ አየር መንገድ; የኢትዮጵያ (afgekort)) is de nationale luchtvaartmaatschappij van Ethiopië met haar thuisbasis in Addis Abeba. Naast passagiersvluchten in binnen- en buitenland wordt ook een omvangrijk luchtvrachtnetwerk gevlogen.

## Geschiedenis
Op 21 december 1945 werd Ethiopian Air Lines (EAL) opgericht met de overheid als enige aandeelhouder. Het beheer was in handen van de Amerikaanse luchtvaartmaatschappij Trans World Airlines (TWA) en in het begin waren er veel Amerikaanse piloten en technici. EAL verkreeg in korte tijd landingsrechten op luchthavens in Aden, Egypte, Saoedi-Arabië, Djibouti en Soedan. In februari 1946 arriveerden de eerste toestellen, vijf Douglas C-47s, in Addis Ababa. De eerste vlucht werd in dezelfde maand uitgevoerd op Nairobi. De eerste commerciële vlucht was op 8 april 1946.
In december 1950 kwamen twee toestellen van het type Convair 240 bij de vloot. In mei 1952 bestond de vloot verder nog uit negen Douglas C-47 toestellen, of varianten daarvan. Op 14 juli 1953 werd het contract met TWA vernieuwd, maar hierin stond wel beschreven dat EAL streefde naar een personeelsbezetting van uitsluitend Ethiopiërs. In 1956 volgde de koop van twee Douglas DC-6 toestellen en in 1957 werd een derde aangeschaft.
In december 1962 kwamen de eerste toestellen met straalmotoren, de Boeing 720, bij de vloot. Dit toestel had een langere start- en landingsbaan nodig en dit leidde tot het besluit om Bole International Airport aan te leggen. Het hoofdkantoor van EAL verhuisde naar deze luchthaven. In 1965 werd de bedrijfsnaam gewijzigd in Ethiopian Airlines. In 1970 werd de rol van TWA gewijzigd in adviseur en was hierdoor niet langer de beheerder.
In 1982 was Ethiopian Airlines de eerste Afrikaanse maatschappij die met de Boeing 767 ging vliegen. In 1983 kwam de Boeing 737 bij de vloot. De Fokker 50 werd ook besteld en Ethiopian Airlines kreeg het laatste exemplaar voordat Fokker in 1997 failliet ging.
In september 2010 maakte de maatschappij bekend zich aan te sluiten bij de Star Alliance en in december 2011 werd Ethiopian Airlines lid van deze luchtvaartalliantie.
In het gebroken boekjaar 2017/18 passeerde de vloot van Ethiopian Airlines de grens van 100 toestellen. Er waren in dat jaar 108 vliegtuigen in gebruik en deze vlogen op 113 bestemmingen. Het aantal vervoerde passagiers kwam boven de 10 miljoen uit en de omzet steeg naar meer dan US$ 3 miljard. Er werkten toen gemiddeld bijna 13.000 mensen voor de maatschappij.
In november 2023 plaatste het de grootste order in de geschiedenis van de maatschappij. Op de Dubai Airshow maakte het een order bekend voor elf Boeing 787 Dreamliner en 20 Boeing 737-MAX toestellen en nam opties op 15 en 21 toestellen van beide typen Verder bestelde het elf Airbus A350-900 toestellen en nam ook nog zes opties. De totale waarde van deze bestellingen is zo'n US$ 23 miljard gerekend tegen folderprijzen, maar veelal krijgen de maatschappijen een forse korting hierop.

## Vloot
In december 2022 bestaat de vloot uit:
Passagierstoestellen
- 20 Airbus A350-900XWB
- 19 Boeing 787-8
- 10 Boeing 787-9
- 4 Boeing 777-300ER
- 6 Boeing 777-200LR
- 1 Boeing 767-300ER
- 11 Boeing 737 MAX 8
- 17 Boeing 737-800W
- 9 Boeing 737-700N
- 32 Bombardier Q400

Vrachttoestellen
- 10 Boeing 777-F
- 2 Boeing 767-300BDSF
- 4 Boeing 737-800BCF

Bestellingen
Passagierstoestellen
- 4 Airbus A350-1000XWB
- 17 Boeing 737 MAX 8
- 2 Boeing 787-9
- 10 Bombardier Q400

Vrachttoestellen
- 4 Boeing 777-F
- 1 Boeing 767-300BDSF
- 3 Boeing 767-300BCF

## Ongevallen
- Op 15 september 1988 maakte een Boeing 737-200 van Ethiopian Airlines (vlucht ET-604) een buiklanding op het vliegveld van Bahar Dar nadat bij het opstijgen duiven in beide motoren waren gekomen. Van de 104 inzittenden kwamen 35 om het leven.[4]

- Op 23 november 1996 stortte een Boeing 767-260ER neer in de Indische Oceaan vlak bij de Comoren. Als gevolg van een kaping raakte het toestel zijn brandstof kwijt, 125 van de 175 passagiers kwamen om.

- Op 25 januari 2010 stortte een Boeing 737-800 van Ethiopian Airlines neer in de Middellandse Zee, vlak na de start vanaf het vliegveld van Beiroet. Er zijn geen overlevenden. Noodweer en onervarenheid en vermoeidheid van de bemanning worden als meest waarschijnlijke oorzaken van het ongeluk genoemd.

- Op 19 februari 2014 werd een Boeing 767-300 gekaapt door de copiloot nadat hij de gezagvoerder had opgesloten in de passagierscabine en naar Genève vloog waar hij asiel aanvroeg. Hier zou hij voor 20 jaar opgesloten kunnen worden voor het gijzelen van 200 passagiers.

- Op 10 maart 2019 stortte een Boeing 737-MAX van Ethiopian Airlines neer, ongeveer 50 kilometer ten zuiden van Addis Abeba. Het toestel was net opgestegen van Luchthaven Bole en had Nairobi als bestemming. Alle 149 passagiers en acht bemanningsleden kwamen om het leven.[5]